# 西寒河江駅
西寒河江駅（にしさがええき）は、山形県寒河江市六供町（ろっくまち）1丁目にある、東日本旅客鉄道（JR東日本）左沢線の駅である。

## 歴史
当駅は1951年（昭和26年）に新設された駅である。この日、左沢線には旧来の駅の間にひとつずつ新しい駅が新設されていて、北山形から順番に東金井駅・羽前金沢駅・南寒河江駅・当駅・柴橋駅と一気に5つも駅が増えた。

### 年表
- 1951年（昭和26年）12月25日：開業[2]。
- 1987年（昭和62年）4月1日：国鉄の分割民営化により東日本旅客鉄道の駅となる[3]。
- 2001年（平成13年）7月：寒河江駅の移転工事に伴い、羽前長崎 - 左沢間でバス代行を実施[4]。当駅への列車の発着が休止。
- 2002年（平成14年）2月16日：上記工事が完了し、列車の運行が再開される[4][5]。同時に現駅舎の使用を開始。
- 2004年（平成16年）11月：当駅をオーバーパスする県道が完成。駅前のバス停は高架橋の上に移動。
- 2024年（令和6年）10月1日：えきねっとQチケのサービスを開始[1][6]。

## 駅構造
単式ホーム1面1線を有する地上駅である。駅舎はないがホームの入口脇に柴橋駅のものと同時に完成し、デザインもよく似た待合所がある。
2004年（平成16年）11月に駅の上空を通る山形県道23号天童大江線ができ、山形県立寒河江高等学校へのアクセスがよくなったほか、道路が屋根代わりとなって雨宿りもしやすくなった。寒河江駅管理の無人駅である。

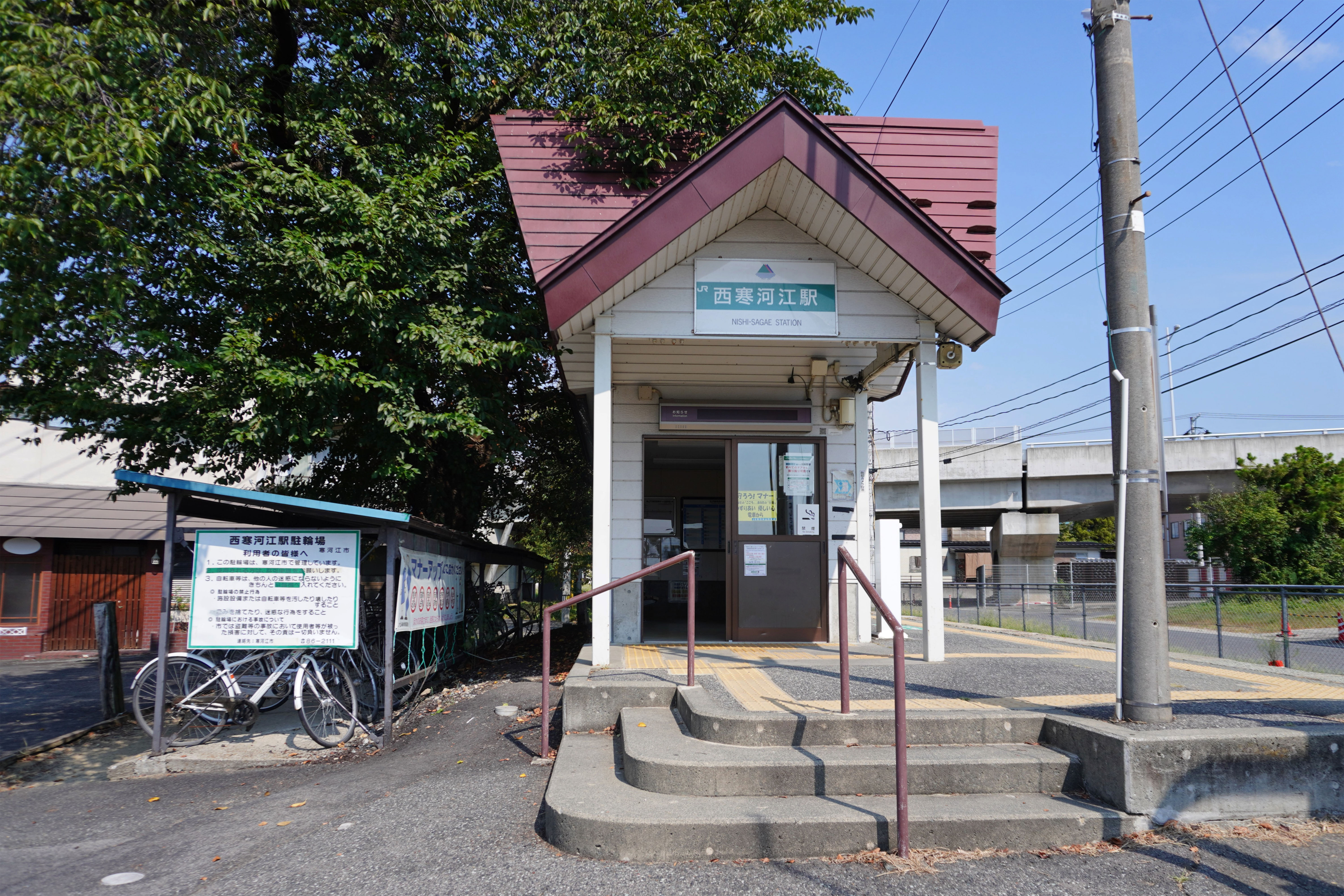
待合所外観（2023年9月）
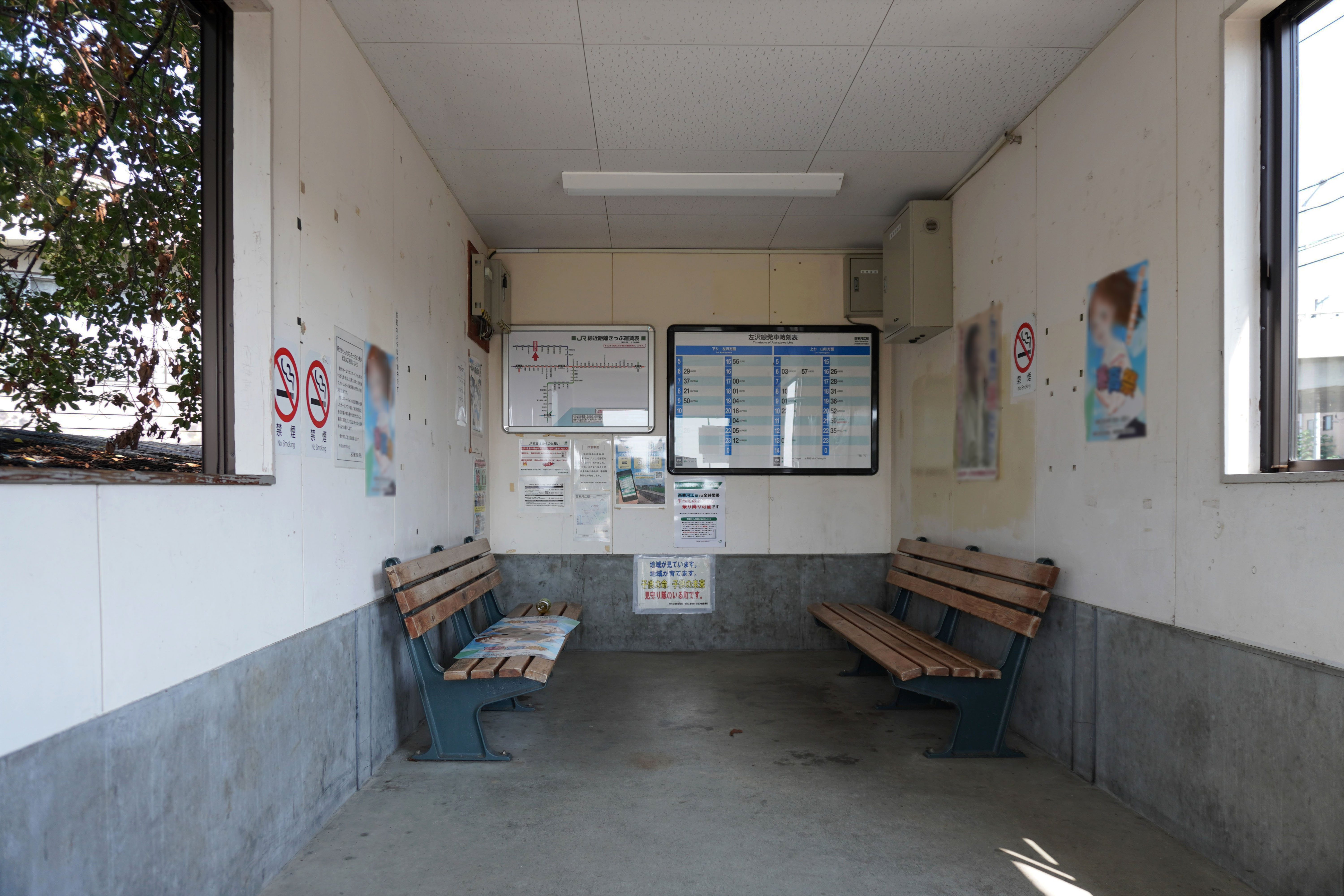
待合室（2023年9月）

## 利用状況
「山形県の鉄道輸送」によると、2000年度（平成12年度）- 2004年度（平成16年度）の1日平均乗車人員の推移は以下のとおりであった。
| 乗車人員推移       | 乗車人員推移     | 乗車人員推移 |
| 年度               | 1日平均 乗車人員 | 出典         |
| ------------------ | ---------------- | ------------ |
| 2000年（平成12年） | 352              | [ 7 ]        |
| 2001年（平成13年） | 310              | [ 7 ]        |
| 2002年（平成14年） | 311              | [ 7 ]        |
| 2003年（平成15年） | 309              | [ 7 ]        |
| 2004年（平成16年） | 316              | [ 7 ]        |

## 駅周辺

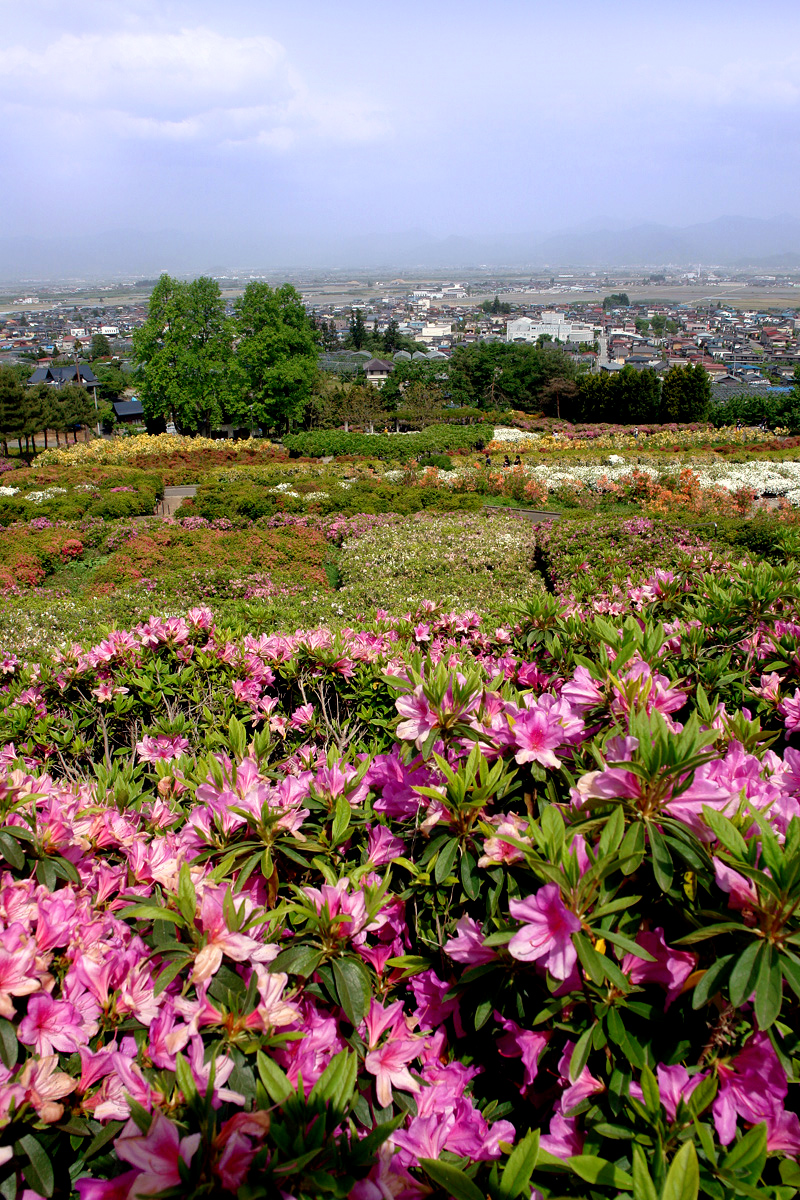
長岡山躑躅園

あたりは寒河江の市街である。
- つつじ園（寒河江公園）
  - 寒河江市郷土館
- 山形県立寒河江高等学校
- 山形県立寒河江工業高等学校
- 寒河江八幡宮
- 内ノ袋簡易郵便局
- 寒河江市立病院
- 長岡山
- 寒河江中央工業団地
- 山形県道23号天童大江線
- 山形県道26号寒河江西川線
- ヨークベニマル寒河江店

## 隣の駅
東日本旅客鉄道（JR東日本）
■左沢線
寒河江駅 - 西寒河江駅 - 羽前高松駅